# Majoros Tibor
Majoros Tibor (1949. december 19. –) magyar újságíró.
Kisteleki földműves családban született. Diplomáját a Szegedi Tudományegyetem jogi karán Esti tagozaton szerezte. Utána  a Magyar Újságírók Országos Szövetségénél egyéves tanfolyamot végzett, ahol megszerezte újságírói engedélyét. 1975-től 1984-ig a Délmagyarország munkatársa volt. Aztán átkerült a Szabad Föld országos hetilaphoz, ahol 2000-ig dolgozott, de vállalkozóként még a Délmagyar szerkesztőségében oldalszerkesztőként tevékenykedett. Dolgozott még a rádiónak és a városi televíziónak.

## Díjai, elismerései
- TOT díj - 1 helyezett
- Pulitzer Díj
- Miskolci TV filmfesztivál 1984 - 1. helyezett
- Minisztérium díjak, pályázatok nyertese.